# Luis Brunati
Luis Pedro Brunati (n. Buenos Aires, 7 de enero de 1947) es un documentalista, docente y político argentino, exministro de gobierno de la provincia de Buenos Aires y diputado nacional. Fue Secretario General del Partido Justicialista de la provincia de Buenos Aires, Ministro de Gobierno durante la gobernación de Antonio Cafiero y Diputado Nacional. Integró el grupo de los Ocho, opositor a la presidencia de Carlos Menem.

## Primeras actuaciones públicas
Nació y estudió en Capital Federal. En 1965 egresó con el título de Electrotécnico. Cursó estudios en ingeniería mecánica y civil sin llegar a graduarse. Trabajó en el área técnica de una industria familiar, otras industrias y el ámbito educativo en los niveles inicial, medio y universitario.
Ejerció distintos cargos y actividades públicas, simultáneamente con la docencia. Fue alfabetizador de adultos. Como docente en el nivel medio dictó Física, Estática y Resistencia de Materiales, entre otras materias del área técnica. En el ámbito de la enseñanza superior se desempeñó como docente en la Facultad de Ciencias Sociales de la Universidad de Buenos Aires y otras universidades del país, entre los años 1989 y 1995.
A principio de la década del 70 inició su militancia social en el ámbito cristiano y los grupos juveniles ligados a los sacerdotes de tercer mundo. En 1973 se incorporó a la Juventud Peronista y el gremialismo docente a través de la Unión Docentes Argentinos. Fue Secretario Adjunto de las 62 Organizaciones Peronistas, de Merlo y Moreno.
Fue elegido diputado provincial de Buenos Aires por el Partido Justicialista para el periodo 1983 a 1987 y presidió la Comisión de asuntos del menor y la familia en la Legislatura de la provincia. En 1984 de apartó del bloque Justicialista junto a otros cinco diputados, por discrepancias con el sector ortodoxo que conducía Herminio Iglesias. Este hecho profundiza y acelera las disidencias en el Partido Justicialista de la provincia de Buenos Aires y da origen a la “Renovación Peronista” conducida por Antonio Cafiero. Como consecuencia, Brunati llegó a ser Secretario General del Partido Justicialista y fue elegido Diputado Nacional en 1987 por el Frente Renovador Peronista, cargo al que renunció a poco de asumir, para desempeñarse como Ministro de Gobierno de la provincia de Buenos Aires durante la gestión de Antonio Cafiero. Como Ministro Gobierno, protagonizó una dura gestión contra la corrupción policial. 

## El Grupo de los Ocho y el Encuentro Popular
En 1989 fue nuevamente electo diputado nacional. Disconforme con el giro al neoliberalismo del gobierno nacional de Carlos Menem, y considerándolo una traición a sus promesas electorales, fundó junto Carlos "Chacho" Álvarez, Darío Alessandro, Juan Pablo Cafiero, Moisés Fontela, Franco Caviglia, Germán Abdala y José "Conde" Ramos, el Grupo de los Ocho. Desde ese grupo se opusieron en el Congreso de la Nación a las privatizaciones de las empresas públicas y la línea económica del gobierno de Menem. El apoyo de quórum brindó por el Grupo de los Ocho para la ampliación del número de miembros de la Suprema Corte de Justicia, lo llevó separarse de sus compañeros.
En 1990 se desafilió formalmente del Partido Justicialista, frente al indulto a los comandantes y se opuso frontalmente a la ampliación del número de miembros de la Suprema Corte de Justicia, quedando enfrentado con sus compañeros del Grupo de los Ocho.
En confluencia con el Peronismo de Base, fundó el Partido Encuentro Popular, del cual fue su Secretario General. Fue cofundador del Frente Grande, junto al Partido Comunista, un sector de la Democracia Cristiana y varios sacerdotes católicos, encabezado por Jorge Galli y Eliseo Morales, dando origen a la elección como Diputado Nacional de Fernando "Pino" Solanas, en 1993.
Brunati no acordó con la conformación del Frepaso ni La Alianza, lo cual lo hace distanciarse del Frente Grande y el Encuentro Popular.

## Filmografía y publicaciones
En 1985 inició su actividad como documentalista con el estreno en la legislatura de provincia de Buenos Aires de la película “Nuestro Río”, film que documentó una serie de irregularidades y originó la interpelación del ministro de obras públicas del momento. Algunos de los títulos que se le conocen son:
- Nuestro río, sobre la contaminación e inundaciones en el área del río Reconquista. 1985.
- Está todo bien, sobre drogodependencia 1986.
- Consejos de la comunidad, sobre la idea de los Consejos de la Comunidad, propuesta política orientada a desarrollar el protagonismo de la comunidad en la resolución de los problemas sociales. 1988.
- La tierra en el ojo ajeno, sobre los asentamientos urbanos y la propiedad de la tierra. 1988.
- DNI (La otra historia), un análisis de la historia argentina desde la óptica los partidos populares. 1989.

En 1996 comenzó el rodaje de una obra llamada La noche del fuego.
Publicó varios libros, trabajos y documentos, entre los cuales se puede citar La dictadura y los compromisos internacionales, Fuerzas armadas; la experiencia histórica, Drogodependencia y Consejos de la comunidad.

## El Proyecto Delta
A partir de 1993 tomó distancia de la actividad política y combinó la docencia con actividades como la construcción, montajes industriales, carpintería, comercio y la construcción de embarcaciones. En esta etapa trabajó, entre otras empresas, para el INTI (Instituto Nacional de Tecnología Industrial) y la CONEA (Comisión Nacional de Energía Atómica). 
Desde 1997 en adelante ha impulsado, junto a un grupo de exmilitantes políticos y sociales, el desarrollo de Proyecto Delta, que definió como: ”…un camino no convencional en búsqueda de los objetivos de siempre. Subsisten allí los ideales de justicia social, equidad, igualdad entre los seres humanos. Una especie de maqueta, un proyecto a pequeña escala de lo que muchos soñamos en los años setenta para nuestra Argentina y América Latina.”
A principios de 2001, Proyecto Delta adquirió una isla en el bajo Delta del Paraná, en la cual se desarrollan varias actividades de tipo comunitarias y relacionadas con defensa del ambiente.

## Foro de Pensamiento y Construcción Social
En 2008, junto al Premio Nóbel de la Paz Adolfo Pérez Esquivel, el Obispo Emérito de Iguazú Joaquín Piña, Nora Cortiñas, Martha Pelloni y Alcira Argumedo entre otros, impulsan el desarrollo de un “espacio de protagonismo social” denominado Foro de Pensamiento y Construcción Social. 

## Filmografía
Director
- DNI (La otra historia)  (1989)

Guionista
- DNI (La otra historia)  (1989)